# Turnul cu ceas din Bitola
Turnul cu ceas din Bitola, cunoscut ca Saat Kula (în macedoneană Саат кула), este un turn cu ceas și unul dintre reperele orașului macedonean Bitola. Turnul cu ceas din Bitola, spre deosebire de castelele de apă învechite care au fost construite în Austro-Ungaria, a fost un monument cu scop practic, ajutând locuitorii să cunoască timpul zilei.

## Istoric
Potrivit legendelor, chiar dacă existența turnului cu ceas a fost menționată mai înainte, în 1664 (secolul al XVII-lea), actualul turn cu ceas a fost construit în anii 1830, în aceeași perioadă în care a fost construită în apropiere biserica ortodoxă „Sf. Dimitrie”.
El este situat în zona centrală a orașului Bitola pe partea de nord a străzii principale Șirok Sokak, nu departe de Piața Magnolia, unde există numeroase monumente istorice și culturale, precum și construcții noi. Turnul cu ceas are o înălțime de 33 de metri și laturi cu lățimea de 5,8 m. Pe toate cele patru laturi sunt fixate plăci metalice montate manual și înscrise cu cifre romane de la unu la doisprezece. În partea cea mai de sus a turnului se află un mic dom, care oferă o frumoasă panoramă a orașului. În perioada recentă s-au efectuat lucrări de conservare și de restaurare, care nu au schimbat aspectul original al turnului cu ceas.
Turnul a fost construit din blocuri masive de piatră. Porțiunea principală și, de asemenea, cea mai decorativă a turnului cu ceas este cea în care se află orologiul. Intrarea în turnul cu ceas încadrată de blocuri de marmură este situată pe latura de nord. Există aproximativ o sută de trepte care duc în vârful clădirii, la înălțimea de aproximativ 32 m, unde se aflau în trecut clopotele mari care indicau trecerea timpului. 
În 1927 a fost amplasat primul orologiu confecționat de compania germană Konfage. Persoanele însărcinate cu baterea clopotelor au fost înlocuite cu așa-numitele sajdzhii (supraveghetorii orologiului) care erau responsabili cu întreținerea mecanismului orologiului. Primul orologiu avea cadranul alb cu cifre negre și era mai mic decât cel actual. Acest mecanism a fost înlocuit de naziști în timpul celui de-al Doilea Război Mondial, fiind amplasate 15 clopote noi cu greutatea de 900 kg în semn de recunoștință pentru îngrijirea de către autoritățile orașului a Cimitirului Memorial al soldaților germani morți în Primul Război Mondial. În 1962 mecanismul a fost restaurat, iar în 1970 a fost amplasat un mecanism cu claviatură pentru cântarea periodică a unor melodii noi. Turnul cu ceas este unul dintre cele 180 de turnuri din lume care au încorporat un astfel de mecanism.

## Imagini

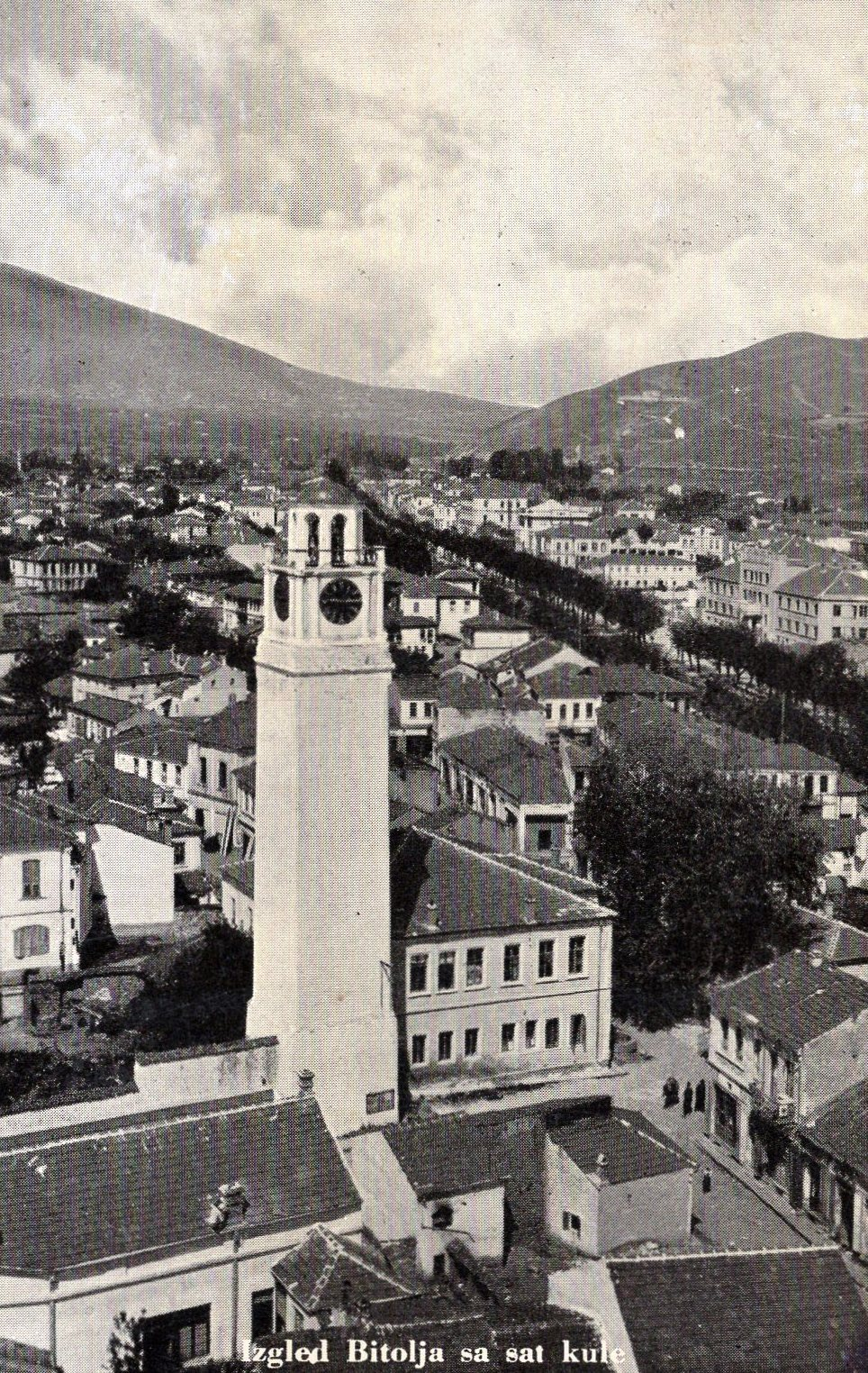
Turnul cu ceas din Bitola în anii 1930
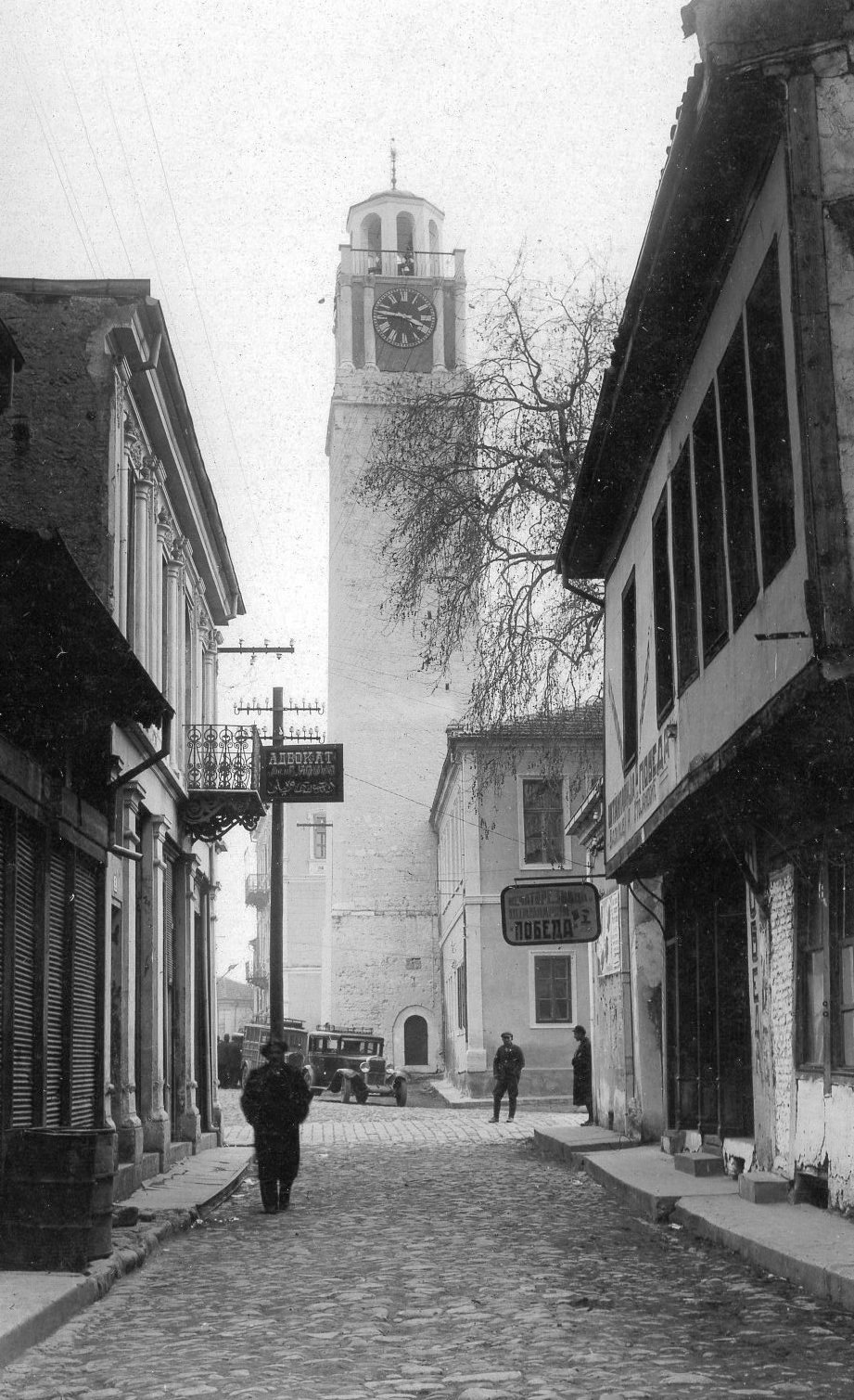
Turnul cu ceas din Bitola în anii 1930
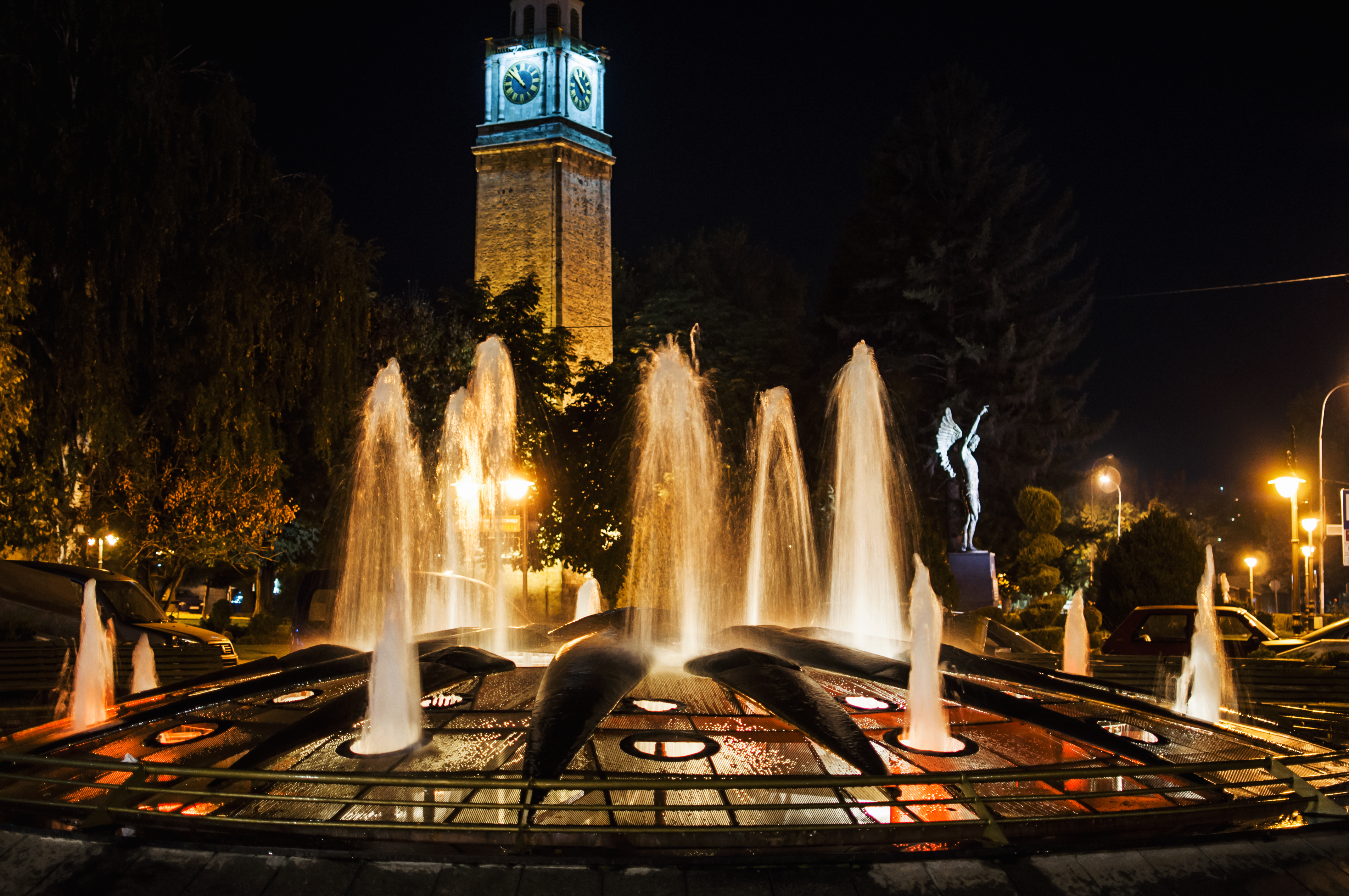
Turnul cu ceas văzut noaptea